# 로빈 토마스
로빈 토머스(Robin Thomas, 1949년 2월 12일 ~ )는 미국의 배우, 조각가이다.
피츠필드에서 태어났다.

## 출연 작품
- 어쌔씬스 코드 (2018년)
- 델리리움 (2018년)
- 드림랜드 (2016년)
- 런어웨이 (2014년)
- 풀 보이즈 (2011년)
- 스페이스 비트윈 (2010년)
- 아메리칸 호스트 (2007, Cougar Club)
- 엠블런스 걸 (2005년) - 마이클 스턴 역
- 미싱 브렌단 (2003년)
- 법원 (2002년)
- 타임머신:클락스토퍼 (2002년) - Dr. 깁스 역
- 와일드 클럽 (2002년) - 레이몬드 킹슬리 역
- 할로윈타운 2 (2001년)
- 돈벼락을 맞은 여자 (2000, More Dogs Than Bones)
- 컨텐더 (2000년)
- 할로윈타운 (1998년)
- 브레이크 업 (1998년)
- 도박의 위험 (1997년)
- 내일은 태양이 뜨지 않는다 (1997년)
- 아미티빌 8 - 테러블 하우스 (1996년)
- 카멜레온 (1995년)
- 제이드 (1995년)
- 무단 경고 (1993년)
- 금고털이와 소년 (1993, Me and the Kid)
- 록시 (1990년)
- 죽음의 유혹 (1990년)
- 프롬 더 데드 오브 나이트 (1989년) - 글렌 이스트만 역
- 비키의 홀로서기 (1988년)
- 썸머 스쿨 (1987년)
- 러브 레터 (1983년)

### 텔레비전
- 애즈 더 월드 턴즈 (1956년)
- 머피 브라운 (1988년)
- 퀴어 애즈 포크 (2000년)
- 데미지 시즌1 (2007년)
- 본즈 (2010년)
- 라이프 언익스펙티드 (2010-11) - 잭 바질 역